# Seth Bauer
Seth David Bauer (Bridgeport, 25 de septiembre de 1959) es un deportista estadounidense que compitió en remo como timonel.
Participó en los Juegos Olímpicos de Seúl 1988, obteniendo una medalla de bronce en la prueba de ocho con timonel. Ganó dos medallas en el Campeonato Mundial de Remo, en los años 1981 y 1987.

## Palmarés internacional
| Juegos Olímpicos   | Juegos Olímpicos       | Juegos Olímpicos  | Juegos Olímpicos |
| Año                | Lugar                  | Medalla           | Prueba           |
| ------------------ | ---------------------- | ----------------- | ---------------- |
| 1988               | Seúl (Corea del Sur)   | Medalla de bronce | Ocho con timonel |
| Campeonato Mundial |                        |                   |                  |
| Año                | Lugar                  | Medalla           | Prueba           |
| 1981               | Múnich (RFA)           | Medalla de bronce | Ocho con timonel |
| 1987               | Copenhague (Dinamarca) | Medalla de oro    | Ocho con timonel |